# Nick Pope
Pour les articles homonymes, voir Pope (homonymie).
Nicholas "Nick" David Pope, né le 19 avril 1992 à Soham, est un footballeur international anglais qui évolue au poste de gardien de but à Newcastle United.

## Carrière

### En club
Formé à Ipswich Town, Nick Pope porte le maillot de Bury Town pendant trois ans avant de rejoindre Charlton Athletic en 2011. Prêté successivement à Harrow Borough, Welling United, Cambridge United, Aldershot Town, York City et au Bury FC, le gardien anglais rejoint le Burnley FC le 19 juillet 2016 après avoir disputé 38 matchs avec Charlton.
Le 24 août suivant, il dispute sa première rencontre avec les Clarets lors d'un match de Coupe d'Angleterre face à Accrington Stanley (défaite 1-0).
Il devient gardien titulaire en septembre 2017, à la suite de la blessure de son coéquipier et capitaine du club, Tom Heaton. Il participe à trente-huit rencontres toutes compétitions confondues au cours de cette saison 2017-2018, mais redevient doublure de Tom Heaton la saison suivante, ne jouant que trois matchs.
En 2019-2020, Nick Pope profite du départ de Tom Heaton pour s'installer dans les buts de Burnley. Il dispute l'intégralité des trente-huit matchs de championnat et garde ses buts inviolés à quinze reprises (à une unité d'Ederson). Ces performances lui permettent de figurer dans l'équipe-type de Premier League.

### En sélection nationale
Le 15 mars 2018, Nick Pope est convoqué pour la première fois en équipe d'Angleterre par le sélectionneur Gareth Southgate pour disputer les deux matchs amicaux face aux Pays-Bas et l'Italie.
Il fait partie des vingt-trois joueurs sélectionnés en équipe d'Angleterre pour disputer la Coupe du monde 2018.
Le 7 juin 2018, Pope honore sa première sélection avec l'équipe d'Angleterre en entrant en jeu à la 65e minute d'un match amical face au Costa Rica (victoire 2-0).
Le 10 novembre 2022, il est sélectionné par Gareth Southgate pour participer à la Coupe du monde 2022.

## Statistiques détaillées
| Saison                | Club                    | Championnat           | Championnat | Championnat | Coupe nationale | Coupe nationale | Coupe de la Ligue | Coupe de la Ligue | Compétition(s) continentale(s) | Compétition(s) continentale(s) | Compétition(s) continentale(s) | Play-offs | Play-offs | Total | Total |
| Saison                | Club                    | Division              | M.          | B.          | M.              | B.              | M.                | B.                | Comp.                          | M.                             | B.                             | M.        | B.        | M.    | B.    |
| 2012-2013             | Charlton Athletic       | Championship          | 1           | 0           | -               | -               | -                 | -                 | -                              | -                              | -                              | -         | -         | 1     | 0     |
| 2014-2015             | Charlton Athletic       | Championship          | 8           | 0           | -               | -               | 1                 | 0                 | -                              | -                              | -                              | -         | -         | 9     | 0     |
| 2015-2016             | Charlton Athletic       | Championship          | 24          | 0           | 1               | 0               | 3                 | 0                 | -                              | -                              | -                              | -         | -         | 28    | 0     |
| Sous-total            | Sous-total              | Sous-total            | 33          | 0           | 1               | 0               | 4                 | 0                 | -                              | -                              | -                              | -         | -         | 38    | 0     |
| 2012-2013             | Cambridge United (prêt) | Conference Premier    | 9           | 0           | -               | -               | -                 | -                 | -                              | -                              | -                              | -         | -         | 9     | 0     |
| 2013-2014             | Aldershot Town (prêt)   | Conference Premier    | 5           | 0           | -               | -               | -                 | -                 | -                              | -                              | -                              | -         | -         | 5     | 0     |
| 2013-2014             | York City (prêt)        | League Two            | 22          | 0           | -               | -               | -                 | -                 | -                              | -                              | -                              | 2         | 0         | 24    | 0     |
| 2014-2015             | Bury FC (prêt)          | League Two            | 22          | 0           | -               | -               | -                 | -                 | -                              | -                              | -                              | -         | -         | 22    | 0     |
| 2016-2017             | Burnley FC              | Premier League        | -           | -           | 3               | 0               | 1                 | 0                 | -                              | -                              | -                              | -         | -         | 4     | 0     |
| 2017-2018             | Burnley FC              | Premier League        | 35          | 0           | 1               | 0               | 2                 | 0                 | -                              | -                              | -                              | -         | -         | 38    | 0     |
| 2018-2019             | Burnley FC              | Premier League        | -           | -           | 2               | 0               | -                 | -                 | C3                             | 1                              | 0                              | -         | -         | 3     | 0     |
| 2019-2020             | Burnley FC              | Premier League        | 38          | 0           | -               | -               | -                 | -                 | -                              | -                              | -                              | -         | -         | 38    | 0     |
| 2020-2021             | Burnley FC              | Premier League        | 32          | 0           | -               | -               | 1                 | 0                 | -                              | -                              | -                              | -         | -         | 33    | 0     |
| 2021-2022             | Burnley FC              | Premier League        | 36          | 0           | 1               | 0               | 2                 | 0                 | -                              | -                              | -                              | -         | -         | 39    | 0     |
| Sous-total            | Sous-total              | Sous-total            | 141         | 0           | 7               | 0               | 6                 | 0                 | -                              | 1                              | 0                              | -         | -         | 155   | 0     |
| 2022-2023             | Newcastle United        | Premier League        | 37          | 0           | -               | -               | 5                 | 0                 | -                              | -                              | -                              | -         | -         | 42    | 0     |
| 2023-2024             | Newcastle United        | Premier League        | 15          | 0           | -               | -               | 1                 | 0                 | C1                             | 5                              | 0                              | -         | -         | 21    | 0     |
| 2024-2025             | Newcastle United        | Premier League        | 28          | 0           | 1               | 0               | 3                 | 0                 | -                              | -                              | -                              | -         | -         | 32    | 0     |
| 2025-2026             | Newcastle United        | Premier League        | 1           | 0           | -               | -               | -                 | -                 | -                              | -                              | -                              | -         | -         | 1     | 0     |
| Sous-total            | Sous-total              | Sous-total            | 81          | 0           | 1               | 0               | 9                 | 0                 | -                              | 5                              | 0                              | -         | -         | 96    | 0     |
| Total sur la carrière | Total sur la carrière   | Total sur la carrière | 313         | 0           | 9               | 0               | 19                | 0                 | -                              | 6                              | 0                              | 2         | 0         | 349   | 0     |

### En sélections nationales
| Saison                | Sélection             | Phases finales        | Phases finales | Phases finales | Éliminatoires | Éliminatoires | Ligue des nations | Ligue des nations | Matchs amicaux | Matchs amicaux | Total | Total |
| Saison                | Sélection             | Compétition           | M              | B              | M             | B             | M                 | B                 | M              | B              | M     | B     |
| --------------------- | --------------------- | --------------------- | -------------- | -------------- | ------------- | ------------- | ----------------- | ----------------- | -------------- | -------------- | ----- | ----- |
| 2017-2018             | Angleterre            | Coupe du monde 2018   | 0              | 0              | -             | -             | -                 | -                 | 1              | 0              | 1     | 0     |
| 2019-2020             | Angleterre            | -                     | -              | -              | 1             | 0             | -                 | -                 | -              | -              | 1     | 0     |
| 2020-2021             | Angleterre            | -                     | -              | -              | 3             | 0             | -                 | -                 | 2              | 0              | 5     | 0     |
| 2021-2022             | Angleterre            | -                     | -              | -              | -             | -             | -                 | -                 | 1              | 0              | 1     | 0     |
| 2022-2023             | Angleterre            | Coupe du monde 2022   | 0              | 0              | -             | -             | 2                 | 0                 | -              | -              | 2     | 0     |
| Total sur la carrière | Total sur la carrière | Total sur la carrière | -              | -              | 4             | 0             | 2                 | 0                 | 4              | 0              | 10    | 0     |

## Palmarès

### En club
- Newcastle United
  - Vainqueur de la Coupe de la Ligue anglaise en 2025.

### Distinctions personnelles
- Membre de l'équipe-type de Premier League en 2020.
- Arrêt du mois de Premier League en août 2022 et janvier 2023.